# Ko Sung-hyun
Pour les articles homonymes, voir Ko.
Dans ce nom coréen, le nom de famille, Ko, précède le nom personnel.
Ko Sung-hyun est un joueur de badminton sud-coréen né le 21 mai 1987 à District de Goesan.
Il obtient aux Championnats du monde de badminton 2010 à Paris la médaille de bronze en double mixte avec Ha Jung-eun. Aux Mondiaux de 2011 à Londres, il est médaillé d'argent en double messieurs avec Yoo Yeon-seong. 

En 2012, associé à Lee Yong-dae, ils remportent le double hommes à l'Open de France.